# Schleuse Rothensee
Die Schleuse Rothensee ist Teil des Wasserstraßenkreuzes Magdeburg und liegt im Rothenseer Verbindungskanal. Dieser verbindet den Mittellandkanal mit den Magdeburger Häfen und der Elbe. Die Schleuse ersetzt das Schiffshebewerk Rothensee, das nicht mehr den Anforderungen der heutigen Binnenschifffahrt entspricht.
Da das alte Schiffshebewerk Rothensee eine zu geringe Beförderungskapazität aufwies und auch eine zu kleine Troglänge hatte, wurde nebenan die Schleuse Rothensee errichtet. Sie ist als Sparschleuse konzipiert, damit der durch die Schleusungen entstehende Wasserverlust geringer gehalten wird. Die Schleusenkammer ist circa 12,50 Meter breit und 190 Meter lang. Sie hat eine vom Elbwasserstand abhängige Fallhöhe von 10,45 bis 18,46 Meter. Das Obertor ist ein 5,10 Meter hohes Zugsegmenttor. Das Unterhaupt verschließt wegen der stark wechselnden Elbwasserstände ein fast 22 Meter hohes Stemmtor.
Gebaut wurde die Schleuse in der Zeit vom April 1997 bis Mai 2001. Die Verkehrsfreigabe erfolgte am 21. Mai 2001.
Über dem Steuerstand wurde für Besucher eine Aussichtsplattform mit Zugang über eine Stahltreppe erbaut.

## Besonderes
Unter dem Gesichtspunkt, den Wasserverbrauch der Schleuse und damit das Zurückpumpen des Betriebswassers beim Schleusen zu reduzieren, wurde die Schleusenanlage als Sparschleuse konzipiert. Östlich neben der Schleusenkammer wurden jeweils drei gestaffelt übereinander angeordnete Auffangbecken für das Betriebswasser gebaut, die Sparbecken. Durch die Becken wird eine Wasserersparnis von etwa 60 Prozent des Schleusungswasserbedarfs ermöglicht. Nur die restlichen 40 Prozent des benötigten Kammerinhalts werden bei einer Schleusung zur oberen Kanalhaltung des Mittellandkanals aus dieser oberen Haltung entnommen bzw. bei einer Schleusung nach unten in die untere Haltung abgelassen. Dieses Verlustwasser wird durch Rückpumpen in die obere Haltung ersetzt. Die obere Haltung des Mittellandkanals bis zur Schleuse Sülfeld hat so gut wie keine natürlichen Zuflüsse. Neben der Schleuse wurde aus diesem Grund ein Pumpwerk mit drei Pumpen mit je einer Förderleistung von 3,5 Kubikmeter in der Sekunde gebaut, die bei Bedarf das Verlustwasser ersetzen.

## Bilder

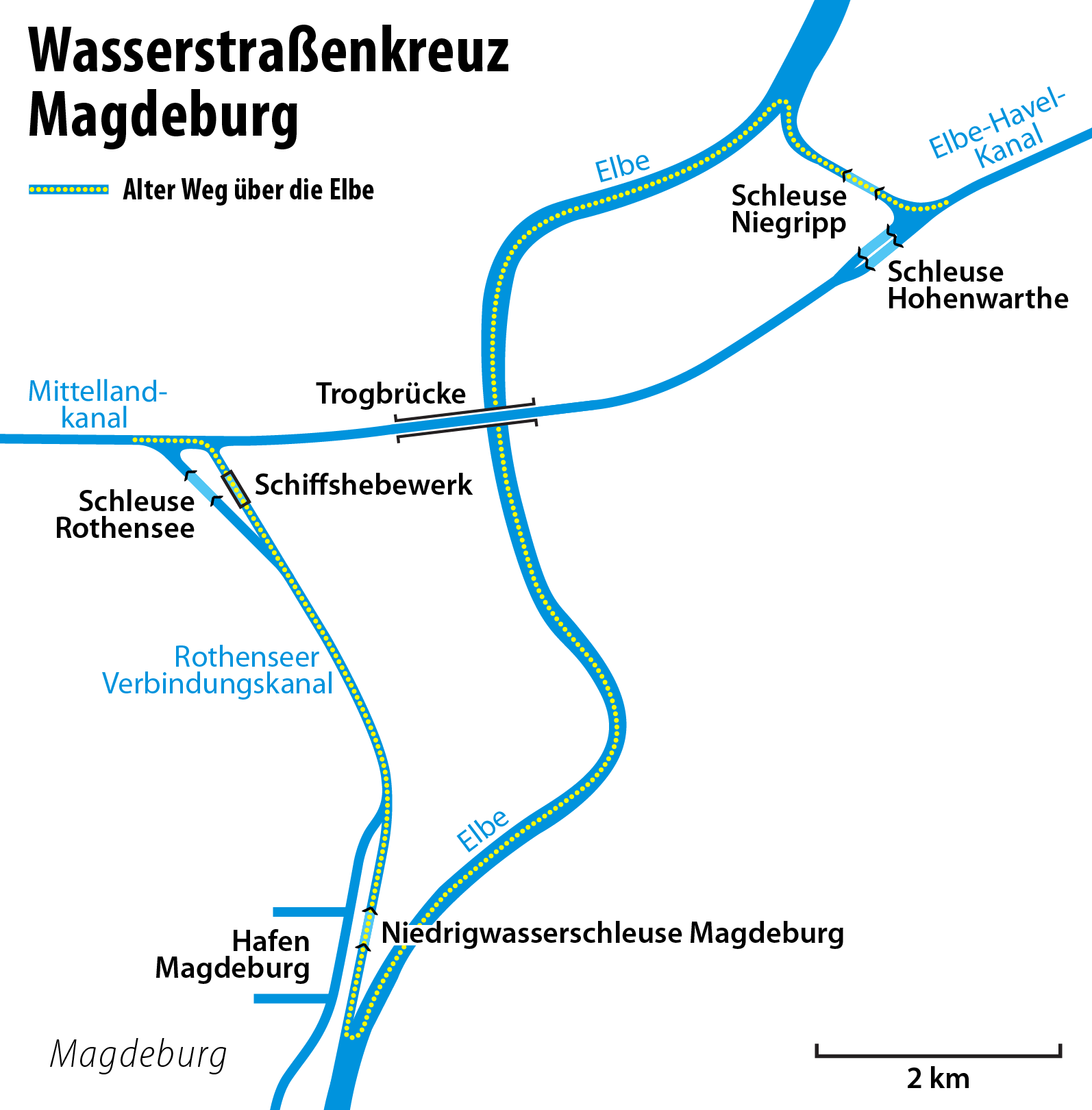
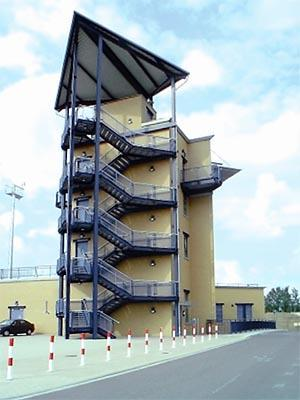
Betriebsgebäude mit Besucherplattform
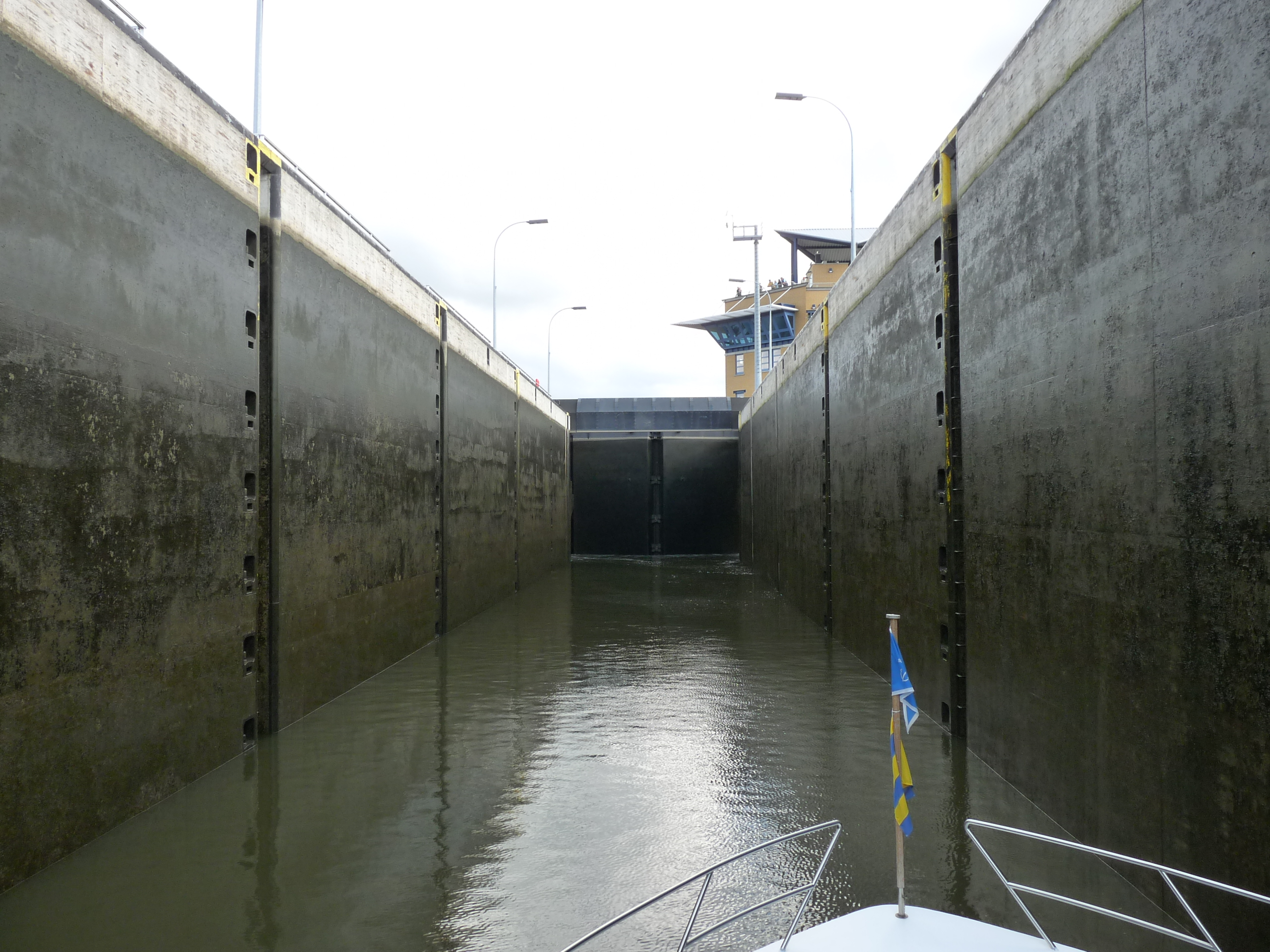
Die Stemmtore im Unterhaupt
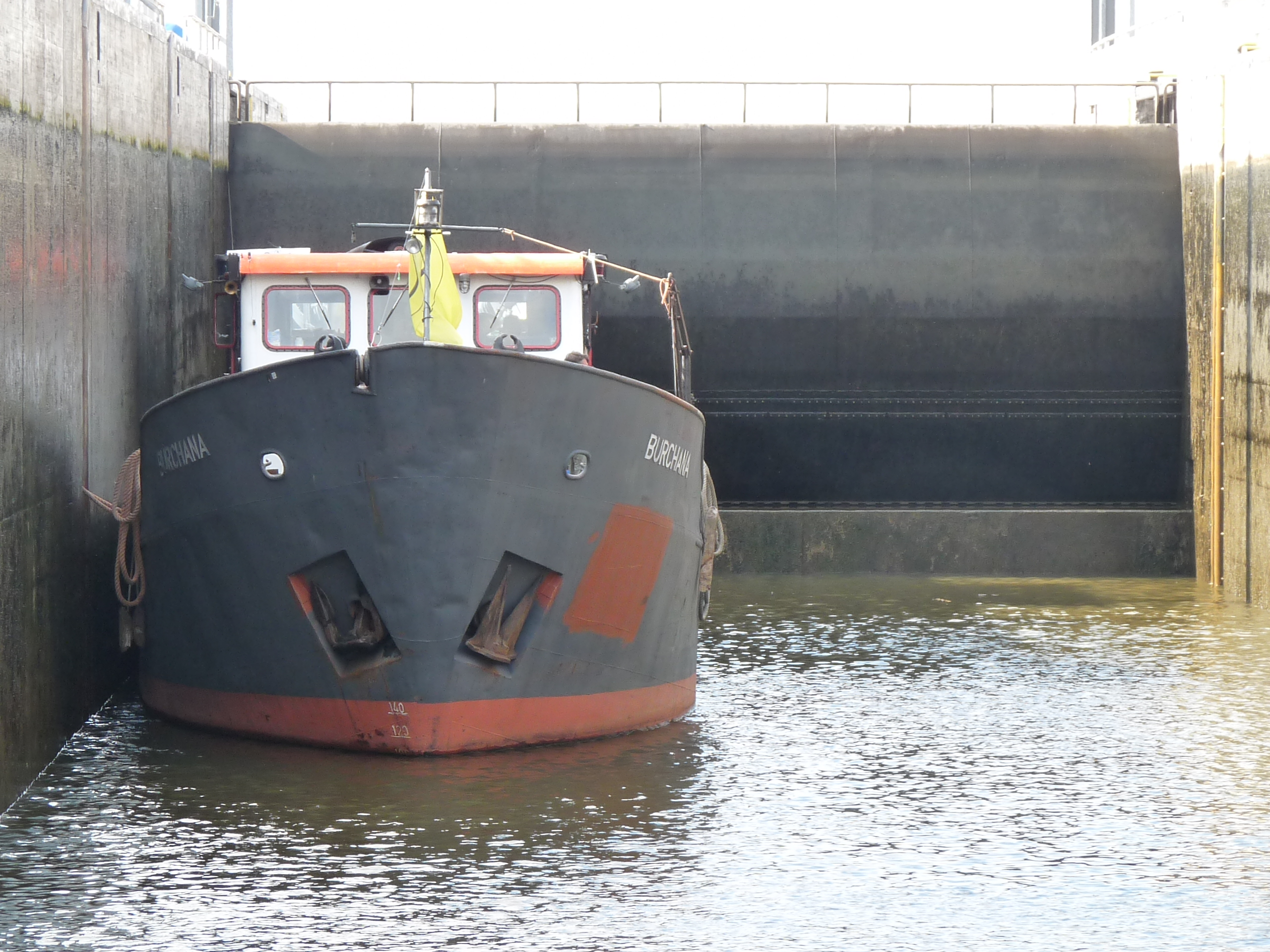
Das Zugsegmenttor im Oberhaupt
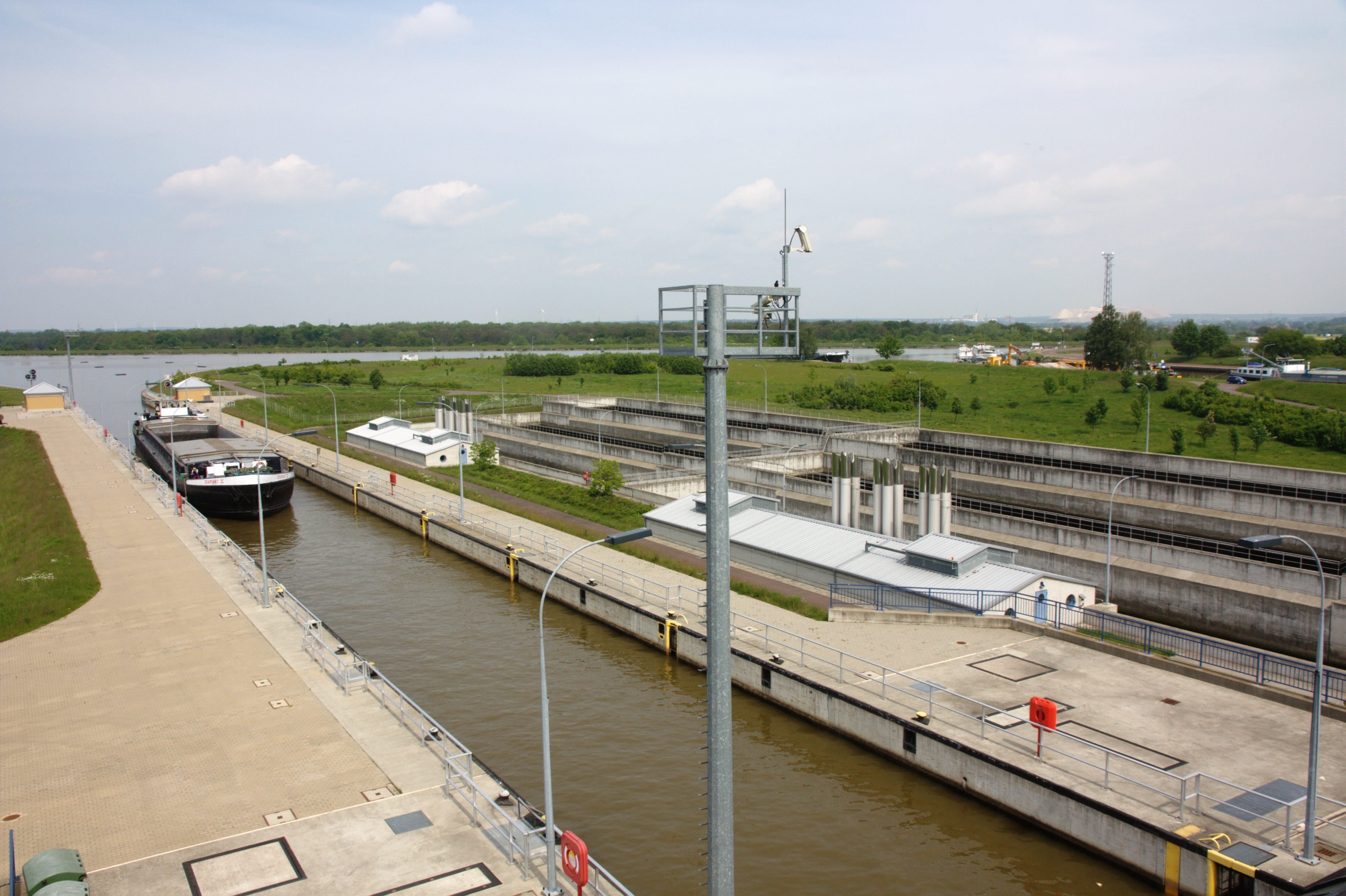
Schleuse Rothensee mit Mittellandkanal im Hintergrund